# Sergio George
Sergio George (Manhattan; 23 de mayo de 1961) es un productor discográfico y pianista estadounidense. Es conocido por trabajar con muchos de los artistas famosos de música salsa, aunque también ha trabajado en otros géneros, entre ellos a: Thalia, Yan Weynn Luis Enrique, Marc Anthony, Tito Nieves, Víctor Manuelle, la India, Frankie Negrón, Johnny Rivera, Servando y Florentino, Amy Gutiérrez, Gabriela Herrera, entre otros. 

## Biografía
Sergio George es hijo de padres puertorriqueños; el naguabeño Sergio George Sr. y la carolinense María Velázquez. Sergio nació y se crio en el Barrio Latino, en Manhattan, en la Ciudad de Nueva York. Comenzó el aprendizaje del piano a la edad de nueve años. Prosiguió su adiestramiento en el City College Of New York y en el New York Conservatory Of Music. Ahí fue discípulo de John Lewis (orquestación clásica) y Ron Carter (composición de jazz). Incursionó en el ambiente musical con el Conjunto Caché. Colaboró con el Conjunto Clásico y posteriormente en los álbumes del trompetista 'Chocolate' Armenteros. Trabajó intermitentemente con las orquestas de Tito Puente, Ray Barreto y Willie Colón. Durante el período 1987 - 1988 formó parte del Grupo Star, en Colombia.
De vuelta en la plaza neoyorquina, en 1988 –recomendado a Ralph Mercado por el cantante Tito Nieves– se vinculó a la entonces naciente pero ya pujante empresa RMM Records & Video, que en 2001 enfrentó problemas de bancarrota por royalties, en la que ocupó el cargo de productor musical y arreglista, habiendo dirigido la mayoría de las grabaciones de sus artistas afiliados desde 1988 hasta 1996, cuando cedió tal posición a Isidro Infante para fundar y encaminar su propio sello.
En su carrera de productor, fue responsable de la grabación del tema musical "Que hiciste", para Jennifer López en su versión salsa, no incluida en el álbum Como ama una mujer . Luego compuso el mismo tema pero en su versión rock. Posteriormente trabajó para Gloria Trevi, para su disco Una rosa blu, en la canción "La vida se va", con la cual ganó un Grammy Latino por Productor del año en 2008. También colaboró con compositores de salsa como Tito Puente, DLG, Orquesta de la Luz, Celia Cruz y muchos más.
En 2020 Marc Anthony firmó al profesional puertorriqueño-estadounidense bajo su compañía de entretenimiento Magnus Media para supervisar sus intereses y trabajar con él para desarrollar talento y música en todo el mundo. George trabaja con Marc desde 1992.
En 2022 es jurado del programa concurso peruano La gran estrella, dirigido y conducido por Gisela Valcárcel. A la vez funda junto a la empresa de origen peruano Monumental Music la productora con sede en Callao Chim Pum Music.
En 2025, durante una entrevista, admitió que se mudaría a Perú para centrarse en la industria musical nacional.

## Vida personal
Tiene dos hijos.